# Pat Toomey
Patrick Joseph "Pat" Toomey (født 17. november 1961 i Providence) er en amerikansk republikansk politiker. Han var fra 2011 til 2023 senator for Pennsylvania. Han var medlem af Repræsentanternes Hus i perioden 1999–2005.